# Memphis (Tanz)
Der Memphis ist ein Partytanz, der um 1965 in England entstand. Technisch orientiert er sich am zur damaligen Zeit noch recht aktuellen Rock ’n’ Roll und Boogie-Woogie. Seinen Namen hat er vom Song Memphis, Tennessee von Chuck Berry, auf den er traditionellerweise getanzt wird.
Die Tänzer ordnen sich beim Memphis – wie für Partytänze üblich – zu mehreren Linien an und tanzen synchron in der Gruppe, ähnlich dem Line Dance. Durch eine Variation des Schrittes (s. u.) kann aus dem stationären Tanz ein nichtstationärer gemacht werden. Die variierende Geschwindigkeitsangabe rührt daher, dass Memphis auch auf andere Stücke getanzt werden kann (prinzipiell sind alle Jives geeignet) und die Geschwindigkeit häufig durch beschleunigte Wiedergabe der Musik erhöht wird.

## Schritte
| Schlag | Schritt                                                             |
| ------ | ------------------------------------------------------------------- |
| 01, 2  | Kick mit LF rechts vw., LF schließt                                 |
| 03, 4  | Kick mit RF links vw., RF schließt                                  |
| 05, 6  | Kick mit LF rechts vw., LF schließt                                 |
| 07, 8  | RF überkreuz vw., LF an der Stelle belasten                         |
| 09, 10 | RF an der Stelle belasten, Hop mit RF vw. links und ggf. Klatschen  |
| 11, 12 | LF links sw., RF hinterkreuzen                                      |
| 13, 14 | LF links sw. mit 1/4 Linksdrehung, RF schließt mit 1/4 Linksdrehung |

## Ausführung
Die Technik entspricht in etwa dem Rock ’n’ Roll, d. h. alle Schritte werden federnd auf den Ballen gesprungen und die Kicks werden entsprechend ohne Ausholbewegung nach hinten getanzt. Alternativ können auf den letzten zwei Schlägen statt einer halben Linksdrehung auch eine ganze Linksdrehung oder eine anderthalbfache getanzt werden.

## Musik
Bekannte Songs, zu denen der Memphis in den 1970er Jahren, teilweise in Variationen getanzt wurde, waren Nice to Have You Home  von der Popgruppe Kenny oder Mama Loo von den Les Humphries Singers. Die Kicks am Anfang wurden dabei nach vorn ausgeführt.
Inzwischen wird dieser Modetanz, zusammen mit dem Bus Stop und dem Cleveland Continental, die zu der Zeit des Memphis ebenfalls populär waren, wieder gelehrt.